# Tony Madigan
Antonio Morgan "Tony" Madigan (4 de febrero de 1930 –  29 de octubre de 2017) fue un boxeador australiano y jugador de rugbi. Compitió en boxeo en las Olimpíadas de 1952, 1956 y 1960 y quedó quinto, quinto y tercer lugar, respectivamente. En 1960 Madigan perdió la semifinal con Muhammad Ali.  También ganó medallas en tres Juegos de la Mancomunidad en la división de semipesados – una de plata en 1954 y oro en 1958 y 1962.
Tony fue seleccionado el 2010 para la Salón de la Fama del Boxeo Nacional de Australia en la categoría de Veteranos.

## Biografía
Su padre Kendall Morgan Madigan (1908-1938) era doctor y su madre Elsie Maud Loydstrom (1911-1983) era dentista. Tenía un hermano menor llamado Mark. Su padre murió en 1938 de cáncer. Madigan creció en Bathurst y Maitland antes de que su madre se mudara a Sídney a trabajar como dentista.
Madigan asistió a la  Universidad de Waverley en Sídney donde  tomó clases de boxeo con el campeón australiano Hughie Dwyer y se entrenó con los mejores boxeadores profesionales. En la década de 1950, fue preparado en los Estados Unidos por el afamado entrenador Cus D'Amato. Después de regresar a Australia, se dedicó a la venta de EH Holdens con el jugador de liga del rugbi Rex Mossop.
El 17 de enero de 1955, Madigan padeció grandes lesiones en un accidente automovilístico en Baviera, Alemania Occidental. Su copilota de 23 años Helen Stokes-Smith murió cuando en una carretera congelada Madigan perdió el control al tratar de evadir un camión estacionado.
Madigan se casó con una psicoterapeuta alemana, llamada Sybille, en noviembre de 1960 y su hijo Kendall Morgan Madigan nació en agosto de 1961.
A mediados de 1960, Madigan vendió propiedades de inversión y tuvo una carrera de modelaje exitosa en Londres. Entonces se mudó a la Ciudad de Nueva York y comenzó a modelarle a Howard Zieff, un renombrado fotógrafo.

## Unión de rugbi
Madigan jugó en la unión de rugbi para el Club de Rugbi de Randwick (los primeros 14 partidos de grado, dos prueba en 1950) y en el Club de los Suburbios de Oriente en (1951, 1957 y 1963). Fuera de Australia,  jugó en el Rugbi de Arlequines (1953) en Londres y en el Club de Rugbi de Westchester  de (1960-1962) en Nueva York.  En 1960,  representó a la Unión de Rugbi Oriental de los Estados Unidos contra la Provincia de Quebec en Montreal. Madigan jugó regularmente como flyhalf para el Club de Rugbi de Westchester pero jugó separándose contra la Provincia de Quebec de Montreal en el juego representativo de 1962.

## Boxeo
Las más importantes competencias amateur